# گاما شلیاق
گاما شلیاق یک ستاره است که در صورت فلکی شلیاق قرار دارد.